# إيمرسون كاري
إيمرسون كاري (بالإنجليزية: Emerson Carey)‏ هو لاعب كرة قدم أمريكية أمريكي، ولد في 26 يناير 1906 في هتشنسون في الولايات المتحدة، وتوفي في 15 مايو 1983 في إسكونديدو في الولايات المتحدة.